# Marbymattan
Marbymattan är en armenisk matta från perioden 1300–1420, som sedan oklart hur länge funnits i Marby gamla kyrka i Oviken i Jämtland, och numera finns på Statens Historiska Museum i Stockholm. 
Mattan har med C14-metoden daterats till tiden 1300–1420 och är en av världens äldsta bevarade mattor.

## Beskrivning
Marbymattan är vävd i ull på yllevarp. Den har två oktogonala medaljonger i två mittfält, med vardera två fåglar bredvid ett livsträd. Fåglarna har tolkats som korta och kraftiga tuppfåglar med hög kam och yviga stjärtfjädrar. Träden är speglade längs mitten av stammarna, vilket indikerar att de speglas i en vattenyta. Mattans inslag är av getull i huvudsakligen rött, gråbrunt och gult. Bården, varav endast en mycket liten del var bevarad 1924, är tredelad och har figurer i s-format samt halvpalmetter.
På baksidan finns ytterligare rader var sjätte centimeter av knutar med röd ylletråd. Det har diskuterats om dessa har visat vävarens arbete under en tidsperiod, då troligen en dags arbete, eller om det var en metod för att ge mattan en luftspalt.

## Proveniens
Det är okänt hur mattan hamnat i Marby gamla kyrka. Den antas ha kommit dit under senmedeltiden, och ett visitationsprotokoll från 1691 säger att kyrkan ”in uti har en gammal altartafle, gamble kläder på altaret ett skrank gammelt af bräder”, varvid "gamble kläder" kan ha avsett en altarduk av de två bredvid varandra ihopsydda matthalvorna. Marby gamla kyrka ligger utefter pilgrimsleden Sankt Olofsleden till Nidarosdomen i Trondheim, vilket antyder att mattan på medeltiden varit en gåva till ärkebiskopen, och sedan den blivit sliten givits vidare till en kyrka inom stiftet. Enligt en uppgift skulle den ha förvärvats av Karl Karlsson i Bledäng i Näs under en affärsresa i Norge och givits till svärsonen, häradsdomaren Hemmingson i Gärsta, och senare donerats till Marby gamla kyrka.
I samband med att Marby gamla kyrka ersattes av Marby nya kyrka, placerades 1867 altarduken i en lokal föremålssamling. Arthur Hazelius besökte 1885 Marby vid en inventeringsresa inför grundandet av Skansen i Stockholm och studerade då föremålssamlingen.
Statens Historiska Museum köpte mattan 1924. Museet bjöd 500 kronor för mattan, men församlingen ville ha 1 500 kronor. Det överenskomna priset blev 1 000 kronor. Mattan har därefter förvarats på Statens historiska museum. Mattan var vid museets inköp ituklippt i två lika delar och ihopsydd med de två fälten bredvid varandra, samt tillsydd med en bård. Den återställdes i ursprunglig form vid restaureringen.

## Kopia
På hembygdsgården i Gärdsta, Marby Gammelgård, som ligger granne till Marby gamla kyrka, finns en kopia av Marbymattan. Den vävdes omkring år 1971 av Ingeborg Hemmingsson från Gärdsta.